# Douglas Crockford
Douglas Crockford é um programador de computador e empresário norte-americano, mais conhecido por seu conhecimento no uso da linguagem JavaScript, por ter popularizado o formato de dados JSON (JavaScript Object Notation), e pelo desenvolvimento de várias ferramentas relacionadas, tais como JSLint e JSmin.
Atualmente é arquiteto sênior na Paypal e é também um escritor e palestrante sobre JavaScript, JSON, e tecnologias da web relacionadas, tais como a biblioteca Yahoo! User Interface (YUI).

## Início
Foi formado em Rádio e Televisão pela Universidade Estadual de São Francisco.

## Carreira
Douglas trabalhou em computação no Atari, Lucasfilm e Paramount. Tornou-se numa espécie de culto nos vídeosjogos, no inicio dos anos 90, após ter colocado as suas memórias em "The Expurgation of Maniac Mansion", um vídeojogo para a Nintendo.
Junto com Randy Farmer e Chip Morningstar, Crockford fundou a Electric Communities e foi presidente da mesma de 1994 a 1995. Esteve também envolvido no desenvolvimento da linguagem de programação E.
Crockford também foi fundador da State Software (também conhecida como Veil Networks) sendo diretor técnico de 2001 a 2002. Durante esse período, Crockford popularizou o formato JSON, baseado na linguagem JavaScript existente, como uma alternativa a XML. Obteve o dominio json.org em 2002. Em julho de 2006, especificou o formatado oficialmente, como RFC 4627.
Peter Seibel entrevistou Douglas no lançamento do seu livro de 2009, Coders at Work.